# Spåren av kungens män
Spåren av kungens män är en populärhistorisk bok från 1996 av den svenska författaren Maja Hagerman. Den avhandlar framväxten av Sverige som ett kristet kungadöme under 1000- och 1100-talen.
Hagerman påbörjade bokprojektet 1985 när hon som programledare för Vetandets värld i Sveriges Radio P1 hörde talas om nya rön om denna period i Sveriges historia.

## Mottagande
Dagens Nyheters recensent Eva Lindgren skrev att hon läste boken "som en thriller, bara ibland irriterad av onödiga hopp i kronologin och alltför långa avsnitt om kyrkliga ritualer". Lindgren kallade Hagermans ambition för "glädjande" eftersom "risken att trampa fel" är "avsevärd när källorna är så få och grumliga". Hon betecknade boken som "populär men med tyngd" och skrev att den bör "omöjliggöra en debatt på så låg nivå som den om Svearikets vagga, med inslag av västgötsk och uppländsk lokalpatriotism, som vi hade för några år sedan".
Boken tilldelades Augustpriset för facklitteratur. Juryns motivering löd:
Maja Hagerman har på ett lysande sätt sammanfattat resultaten av ny forskning kring ett av de mest fascinerande skeden i vår tids historia: brytningen mellan hedendom och kristendom. Beskrivningen av hur kungens män kristnade Sverige är sammanvävd med enandet av landet. Hagerman gör ny kunskap tillgänglig i en vederhäftig och fantasieggande skildring av Sverige för tusen år sedan.